# Szalasziak
A szalasziak kelta vagy ligur származású nép voltak, akik elfoglalták az Aosta-völgyet, amely valóban egy nagyon régi ligur alapra került 4. századi gall település.

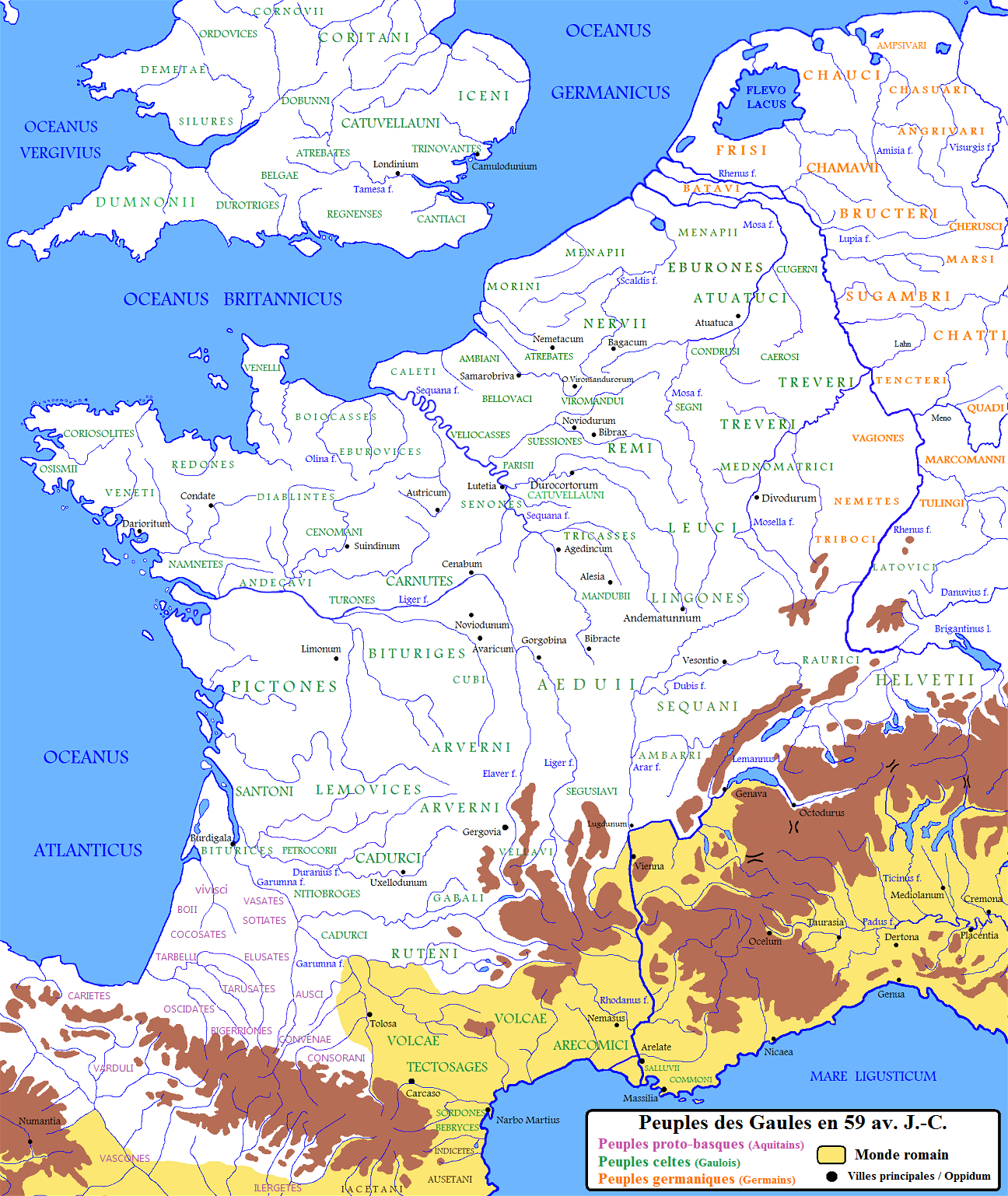
A különböző gall népek a római hódítás előtt

## Történetük
Sztrabón görög földrajztudós szerint „területük nagyrészt egy mély völgyből állt, amely két hegy között feküdt, és arany- és más fémbányákat tartalmazott.” Cassius Dio kijelenti, hogy „Appius Claudius Pulcher konzul, aki a szomszédos nemzettel az aranybányák kitermeléséhez szükséges vízről folytatott vitájuk befejezéséért felelős, az egész területüket elpusztította”.
Miután i. e. 141 körül véres vereséget mértek a verolengói csatában a konzul római légióira, akikből több mint 10 000 harcos elesett a mazzéi csatában ugyanezen konzultól és kollégájától, Quintus Caecilius Metellus Macedonicus további 5000 főt veszítettek, és el kellett hagyniuk Canavest, ahol a rómaiak i. e. 100 körül létrehozták „Eporedia” (Ivrea) kolóniát. A római szenátus megtagadta a konzul diamenetét, mert „győzelme” túlságosan súlyos emberi veszteségekkel járt.
Sztrabón szerint a hegyeket még megszálló salasziak azután együtt éltek a rómaiakkal az ellenségeskedés és a fegyverszünet folytonos váltakozásában. Az Alpok hágóit ellenőrizve megalázták a római seregeket úgy, hogy kövekkel dobálták őket, vagy fejenként egy drachma vámot róttak ki rájuk.

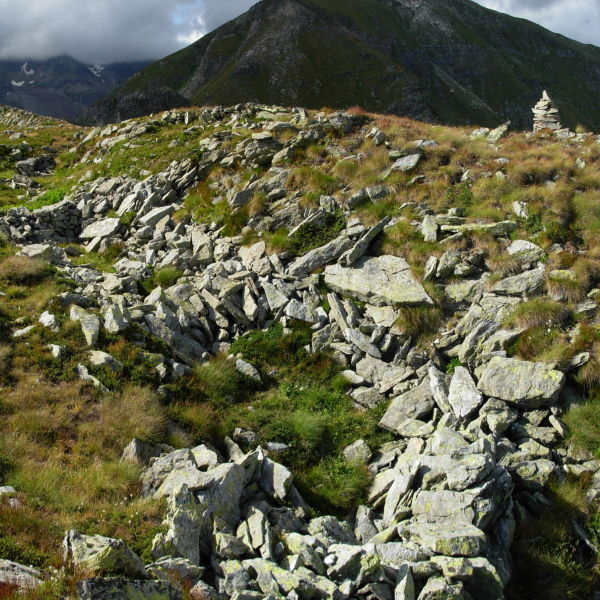
Village des Salasses du col Pierrey maradványai (2620 m)

Augustus római császár i. e. 37-ben úgy döntött, hogy kétéves blokádot vezet be az Aosta-völgyi szalasziak ellen, hogy kiéheztesse őket. Ez a hadművelet kudarcba fulladt annak a kapcsolatnak köszönhetően, amelyet ők a hegyen kívüli lakossággal is fenntartottak.
Végül i. e. 25-ben Augustus parancsára Aulus Terentius Varro Murena leendő konzul (kivégezték i. e. 23-ban) befejezte az Aosta-völgy meghódítását. 36 000 foglyot ejtett, akik között a harcképes harcosok számát 8000-re csökkentették. A salasziakat rabszolgának adták el Eporedia (Ivrea) piacán.
Új római kolónia, az Augusta Prætoria Salassorum (Aosta) 3000 leszerelt veteránnal (a praetoriánusokkal) létesült a salasziak mitikus fővárosa, Cordèle helyén. 

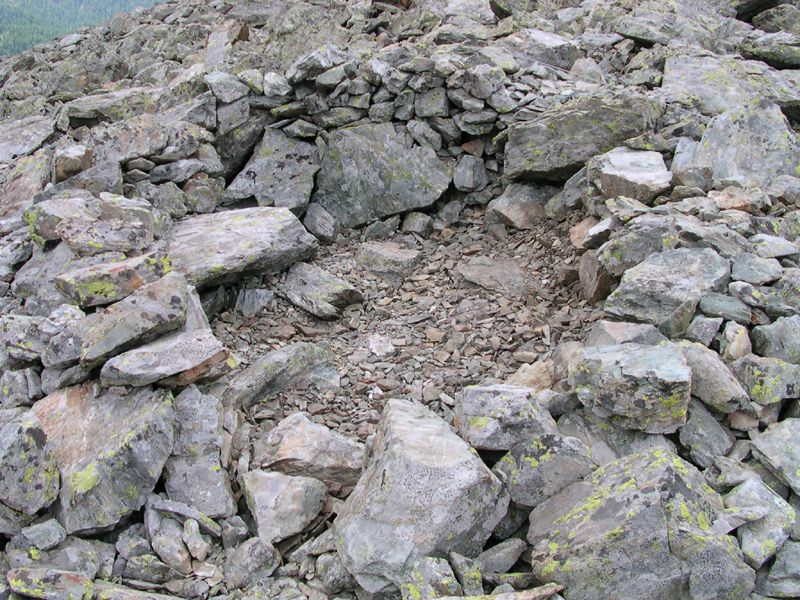
Salasses du Mont Tantané falu, amely a La Magdeleine-i Artaz faluból érhető el

## A szalasziak nyelve
A salaszi nyelvről ma szinte semmit se lehet tudni , ami vitákat váltott ki eredetét illetően, a kelta vagy a kelta-ligur nyelvről. Kizárólag szóbeli nyelv volt, bizonyos szavakkal és helynevekkel mindmáig a frankoprovenszál Aosta-völgyi patois-ban őrizték meg. Egyes kifejezések összetéveszthetetlenül kelta (gall), mint például a Blétsé (tehénfejés), Berrio (kő), Modze (üsző), Bren (lisztkorpa), Verna (éger), Breuill (mocsaras alpesi tó síkja), Baou (istálló).
Hasonlóképpen több természetes elemeket jelző szó is megmaradt, mint pl. „barma” (= természetes menedék egy szikla alatt),« Berrio (= nagy szikla vagy nagy kő), „Brènva” (= vörösfenyő), „Daille” (= erdei fenyő).
Az Aosta-völgy helynévadója megőrizte a szalasziak nyelvét olyan szavakkal, mint a „Borna” (= lyuk), „Djouire” (ez a Dora Baltea, de a Buthier szó is, két szó a korszakból származik). ugyanaz a gyök: „dor”),  „Bard” (= csúcs, az alsó völgyben is gyakori) és „Ussel” (= magasság, vö. Château d'Ussel).
A fent idézett szavakkal: „Barma” (= Balma, az l palatalizálása gyakori az Aosta-völgyben : Arba = Alba, hajnal), „Borna”, „Brenva”, „Djouire” összetéveszthetetlenül ligur ; A " Blètsé” ( *bligicar ), a „Bren” (brano), az „Ussel” (uxello) kelta.

## Lelőhelyek
Az Aosta-völgyben három régészeti lelőhely található:
- Salasses du Col Pierrey falu Torgnonban
- A Tantané-hegy Salasses faluja, La Magdeleine
- Salasses de la Cime Noire falu Pontey-ben

## Fordítás
- Ez a szócikk részben vagy egészben  a   Salasses című francia Wikipédia-szócikk ezen változatának fordításán alapul.  Az eredeti cikk szerkesztőit annak laptörténete sorolja fel. Ez a jelzés csupán a megfogalmazás eredetét és a szerzői jogokat jelzi, nem szolgál a cikkben szereplő információk forrásmegjelöléseként.

## Elsődleges források
- Dio Cassius, Fragments Livre I. 246. fejezet
- Livius, Római történelem összefoglalói: Livres és CXXXV. könyvek
- Sztrabón, Földrajz, Livre  könyv, 6</img>
- Suetonius A tizenkét Caesar élete „Az Augustus isten” fejezet